# ペールエリック・ヘーグベリ

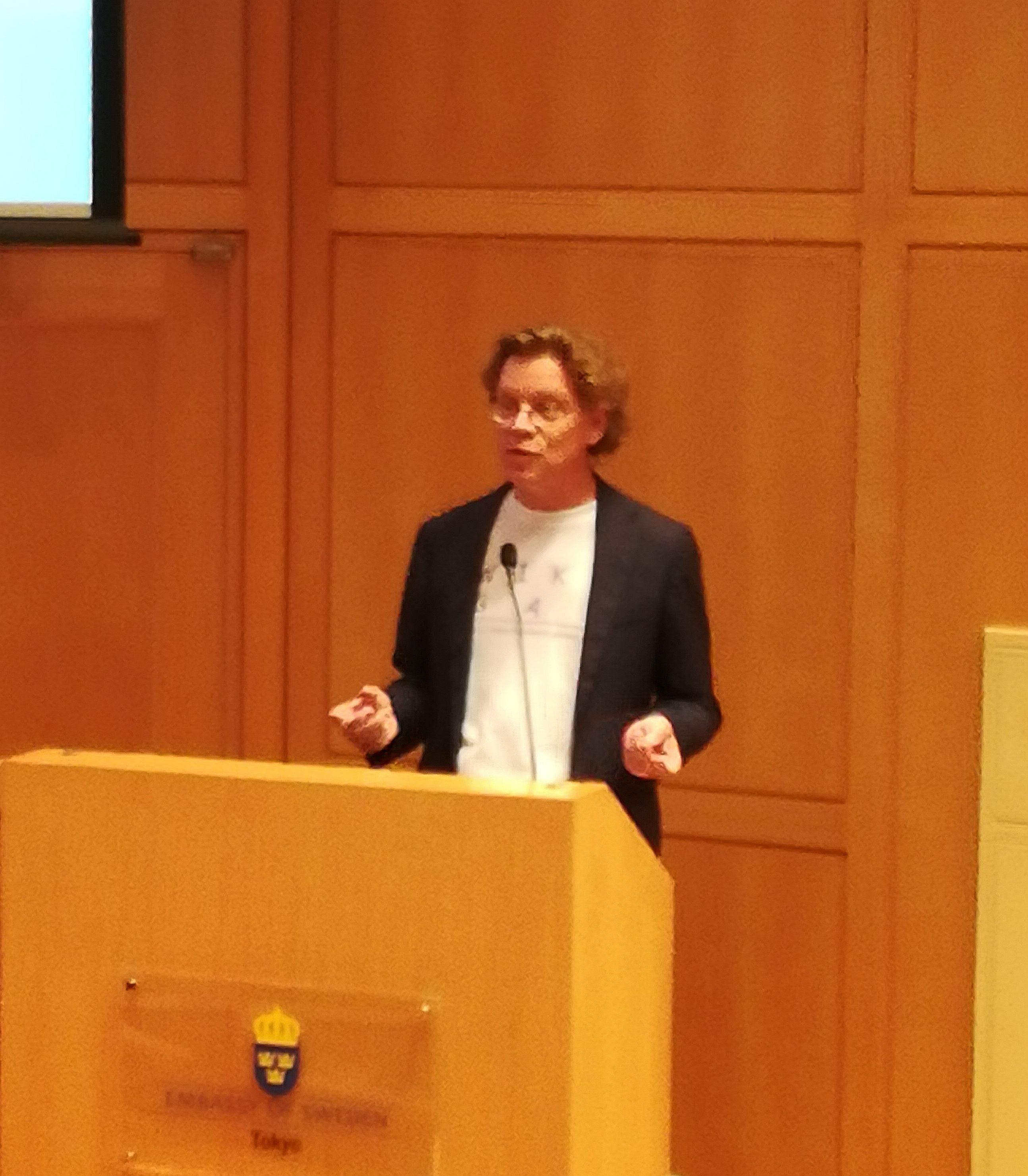
次期駐日大使として講演するペールエリック・ヘーグベリ（2019年10月）

ペールエリック・ヘーグベリ（スウェーデン語: Pereric Högberg）は、スウェーデンの外交官、大使。

## 来歴
ヴェステルノールランド県スンツヴァル生まれ。ウプサラ大学出身。ナミビアと南アフリカ共和国の在外勤務や、ストックホルムの本省でアフリカ局長、2016年～2019年の間は在ベトナム大使を務め、2019年9月より駐日大使（信任状捧呈は同年12月）。

## 駐日大使として
2019年9月、ヘーグベリは次期駐日大使として東京に着任。
同年10月22日、皇居正殿松の間で今上天皇の即位礼正殿の儀が執り行われ、カール16世グスタフ国王及びカール・フィリップ王太子と共に参列した。同年12月19日、皇居で信任状を捧呈し、特命全権大使として正式に就任。
2022年6月7日、日本共産党本部で日本共産党委員長の志位和夫と懇談した。在日本スウェーデン大使館が、目前の参院選に向け各党の政策について聞いたいと要請したためである。懇談では、ロシアのウクライナ侵略、日本の政治情勢、東アジアの平和、ヨーロッパの平和、核兵器禁止条約と核不拡散条約、ジェンダー平等など、テーマが多岐にわたったとし、志位委員長がそれぞれについての党の立場を説明した。
2024年7月12日付で旭日大綬章を贈与された。